# Vetulina
Vetulinidae, Sphaerocladina
Ordre
Famille
Genre
Vetulina est un genre d'éponges, le seul de la famille des Vetulinidae, elle-même la seule de l'ordre des Sphaerocladina.

## Systématique
Le genre Vetulina est décrit en 1879 par le naturaliste prussien Eduard Oscar Schmidt.
En 1903, Robert Lendenfeld crée la famille des Vetulinidae puis, en 1925, Anton Schrammen (d) crée l'ordre des Sphaerocladina.

### Publications originales
- Ordre des Sphaerocladina :
  - (de) A. Schrammen, « Die Kieselspongien der oberen Kreide von Nordwestdeutschland. III. und letzter Teil », Monographien zur Geologie und Paläontologie, vol. 1, n. 2, p. 1-159.
- Famille des Vetulinidae :
  - (de) Robert von Lendenfeld, Das Tierreich : Tetraxonia, vol. 19, Berlin, R. Friedländer & Sohn, 1903, 168 p. (lire en ligne), p. 149-150.
- Genre Vetulina :
  - (de) O. Schmidt, « Die Spongien des Meerbusen von Mexico (Und des caraibischen Meeres) », Abtheilung I. Heft I. Pp. 1-32, pls I-IV, in Reports on the dredging under the supervision of Alexander Agassiz, in the Gulf of Mexico, by the USCSS ‘Blake' , Gustav Fischer, Jena, 1879.

## Liste d'espèces
Selon World Register of Marine Species (1er juin 2025) :
- Vetulina incrustans Schuster, Pisera & Kelly, 2018
- Vetulina indica Pisera, Łukowiak, Fromont & Schuster, 2017
- Vetulina rugosa Pisera, Łukowiak, Fromont & Schuster, 2017
- Vetulina stalactites Schmidt, 1879
- Vetulina tholiformis Schuster, Pisera & Kelly, 2018